# 황재희
황재희(1982년 5월 24일~)는 대한민국의 여자 배우이자 여자 연극배우이다.

## 생애
황재희는 1982년 5월 24일 서울특별시에서 황원철 사이에서 태어났다. 1999년 홍익대학교 사범대학 부속여자고등학교를 거쳐 2001년 베를린 자유 대학교 정치학과를 중퇴하자마 포츠담 대학교 수학과와 철학과를 거쳐 중앙대학교 예술대학원 문예창작학과 석사과정을 마치고 연극배우&뮤지컬배우&배우로 전향에 드라마랑 공연등을 많이 하였고, 배우 조하석이랑 결혼하여 슬하2녀를 두고있다.

## 학력
- 홍익대학교 사범대학 부속여자중학교 (졸업)
- 홍익대학교 사범대학 부속여자고등학교 (졸업)
- 베를린 자유 대학교 정치학과 (중퇴)
- 포츠담 대학교 수학과, 철학과 (졸업)
- 중앙대학교 예술대학원 문예창작학과 (졸업)

## 출연작

### 드라마
- 2019년 OCN 《달리는 조사관》 - 소지혜 역
- 2017년 SBS 《사임당 빛의 일기》

### 영화
- 2015년 영화 《고구마 가족》 - 농장부인 역
- 2015년 영화 《스피드》 - 박선생 어머니역
- 2015년 영화 《사랑이 이긴다》 - 두부 시식원 역

### 뮤지컬
- 2019년 《섹스 인 더 시티》
- 2017년 《제3회 무죽 Festival- 정의》
- 2016년 《화학작용2 오르다편 4주차》
- 2015년 《세자매》
- 2013년 《아름다운 낮선여인》
- 2011년 《쥐의 눈물》

### 연극
- 2021년 《연극7분 (Sette Minuti)》

- 2021년 《연극시소와 그네와 긴줄넘기》

- 2019년 《공연여성독립운동가열전》

- 2010년 《연극내가 울어줄게》

- 2009년 《연극철종13년의 셰익스피어》